# 吕政 (经济学家)
吕政（1945年7月—2023年5月10日），男，汉族，安徽金寨人，中共党员，中国经济学家。中国社会科学院学部委员，曾任中国社会科学院工业经济研究所所长。

## 生平
1968年毕业于原合肥师范学院（现安徽师范大学）。1970年至1978年，在解放军总后勤部工厂管理部工作。1978年考入中国社会科学院研究生院工业经济系研究生，1981年获经济学硕士学位，同年留中国社会科学院工业经济研究所工作。1987年至1988年，在澳大利亚阿德莱德大学经济系做访问学者。1990年获中国社会科学院研究生院工业经济系经济学博士学位。历任中国社会科学院工业经济研究所研究室副主任、主任，研究所副所长、所长。1993年被评为享受国务院政府特殊津贴专家，1998年获“有突出贡献的中青年专家”称号，2006年当选中国社科院学部委员。
2023年5月10日，因病在北京逝世，享年78岁。

## 社会兼职
中国工业经济学会原理事会长，《精品购物指南》报社原社长。